# Soubeira-Natenga
Pour les articles homonymes, voir Soubeira et Natenga (homonymie).
Ne doit pas être confondu avec Sabouri-Natenga.
Soubeira-Natenga est une localité située dans le département de Ziga de la province du Sanmatenga dans la région Centre-Nord au Burkina Faso.

## Géographie
Importante localité du nord du département, Soubeira-Natenga se trouve à 30 km au nord-ouest de Ziga, le chef-lieu du département, à 17 km à l'est de Korsimoro et à environ 45 km au sud-est de Kaya, la capitale régionale. La ville est à l'intersection des routes régionales 2 (reliant Korsimoro à Boulsa) et 7 (reliant Zorgho à Boussouma via Ziga)

## Économie
Important centre marchand et commerçant au niveau local du fait de sa position au croisement de nombreuses routes, l'activité de Soubeira-Natenga est également basée sur l'agropastoralisme avec la présence d'un lac de barrage au sud de la ville permettant l'irrigation du bas-fond (cultivé par plus de 350 personnes, dont 140 femmes, dans le cadre du programme Sécurité alimentaire et nutritionnelle au Burkina Faso (PSAN-BF) financé par l'Organisation des Nations unies pour l'alimentation et l'agriculture) et des cultures maraîchères de son pourtour.

## Éducation et santé
Soubeira-Natenga accueille un centre de santé et de promotion sociale (CSPS) tandis que le centre hospitalier régional (CHR) se trouve à Kaya.
La ville possède une école primaire publique ainsi qu'un collège d'enseignement général (CEG) construit en 2008.